# Antonin-Gilbert Sertillanges
Antonin-Gilbert Sertillanges, nascido Antonin-Dalmace Sertillanges (Clermont-Ferrand, 16 de novembro de 1863 – Sallanches, 26 de julho de 1948), foi um filósofo e teólogo francês, especialmente conhecido pelos seus estudos sobre São Tomás de Aquino e por seus escritos sobre Henri Bergson. Sertillanges exerceu grande influência sobre Etienne Gilson e Jacques Maritain.

## Biografia
Sertillanges ingressou em 1883 na Ordem dos Dominicanos, onde adoptou o nome de Antonin-Gilbert.
Entre 1900 e 1922 foi professor de Ética no Instituto Católico de Paris.
A partir de 1923 foi professor de Ética Social no convento dominicano de Le Saulchoir.
Foi chefe de redacção da Revue Thomiste. Teve influência das obras do Padre Alphonse Gratry.

## Algumas obras editadas em português
- La vie intellectuelle : son esprit, ses conditions, ses méthodes. Paris : Éditions de la Revue des Jeunes, 1921.

A Vida Intelectual : Espírito, Condições e Métodos. Coimbra: Arménio Amado, 1940
A Vida Intelectual : Seu Espírito, Suas Condições, Seus Métodos. São Paulo: É Realizações, 2010.
A Vida Intelectual : Seu Espírito, Suas Condições, Seus Métodos. Campinas: Kírion, 2019.
- O Que Jesus Via do Alto da Cruz. Porto: Tavares Martins, 1941.
- As Grandes Teses da Filosofia Tomista. Porto: Tavares Martins, 1951.
- O Mito Moderno da Ciência. Progresso Editora, 1959.
- O milagre da Igreja: a Eternidade dentro do Tempo. Campinas, SP: Ecclesiae, 2015.